# Centrale laitière de la Vallée d'Aoste
La Centrale Laitière Vallée d'Aoste Srl è un'azienda italiana, con sede a Gressan, in Valle d'Aosta, specializzata in prodotti lattiero-caseari tradizionali del territorio alpino.

## Storia
La Centrale laitière de la Vallée d’Aoste è fondata nel 1965, e dal 5 agosto 2021 appartiene al gruppo Valle d'Aosta Alimenti.

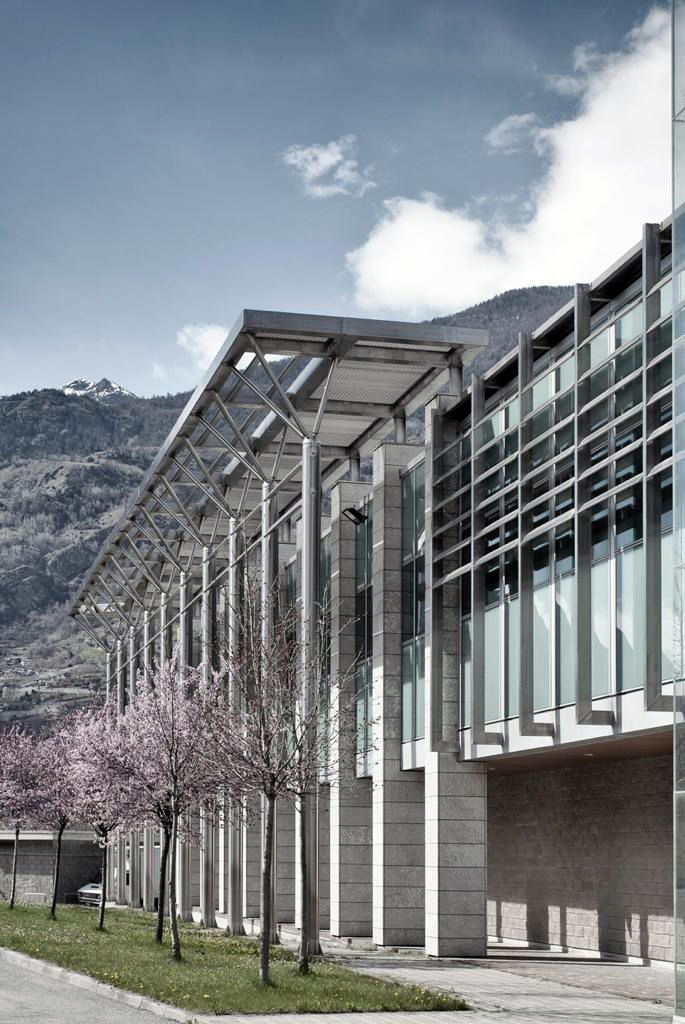
La sede.
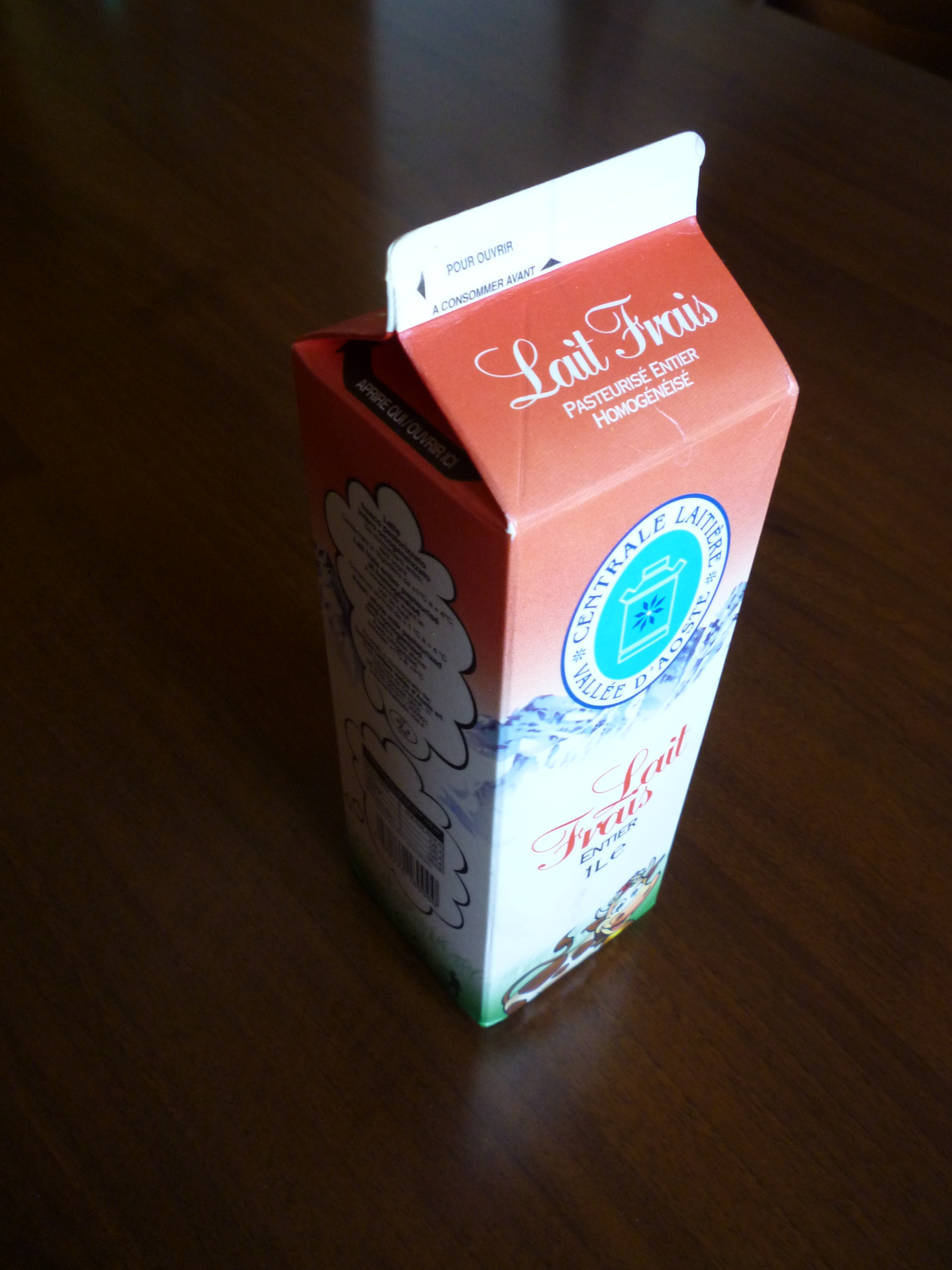
Cartone da un litro di latte fresco intero.

## Prodotti
- Bleu d'Aoste, formaggio erborino a pasta cruda di latte vaccino intero pastorizzato
- Latte: fresco e UHT, intero e parzialmente scremato
- Yogurt
- Latticini tradizionali della Valle d'Aosta: panna, brossa, reblec, burro
- Formaggi tipici italiani: tomini piemontesi, fior di latte, primosale e altri.